# Niels van Roij
Niels van Roij (Oosterhout, 28 juli 1984) is een Nederlandse auto-ontwerper, met name bekend van zijn coachbuildingprojecten. Sinds 2012 heeft hij een "automotive design studio".

## Levensloop

### Opleiding
Van Roij begon in 2005 met een studie Industrial Design 'Man and Mobility' aan Design Academy in Eindhoven.  
Na het behalen van zijn BA degree werd Van Roij in 2010 geselecteerd voor de masteropleiding Vehicle Design aan het Royal College of Art te Londen.   

### Carrière
Zijn automotive designcarrière begon met het project "The Future London Taxi". Hier werkte hij voor Karsan en Hexagon Studios aan een nieuwe variant van de Londense black cab. Daarnaast kreeg hij een verzoek voor het ontwerpen van de Breadvan Hommage en heeft hij een Tesla Model S ontworpen die werd gecoachbuilt tot shooting brake.
Naast zijn designwerk is Van Roij actief als spreker en geeft hij masterclasses. Van Roij is visiting tutor voor verschillende academies en universiteiten wereldwijd. Zijn werk is tentoongesteld in onder andere het London Transport Museum en het Victoria & Albert Museum. Van Roij maakte deel uit van de 10 Downing Street Design Summit met Britse parlementsleden.
Ook schrijft Van Roij artikelen voor vakpers en publiceert hij over strategisch automotive design. In 2017 werd Niels van Roij geïnterviewd voor het boek 'Als ik groot ben word ik autodesigner' met zeventien mannen die hun jongensdroom om autodesigner te worden waarmaakten.

#### Projecten
In 2017 kreeg hij van Floris de Raadt de opdracht tot het ontwerp van een coachbuilt Shooting brake op basis van een Tesla Model S. Deze Shooting Brake beleefde zijn publieke première op het Internationale Concours d'Élégance Paleis Het Loo, gehouden van 29 juni tot 1 juli 2018 in Apeldoorn, Nederland.
In 2018 kreeg Van Roij het verzoek tot het ontwerp en de bouw een one-off Breadvan Hommage. Op basis van een moderne sportauto met handmatige versnellingsbak en V12-motor wordt een ode gebracht aan de race auto uit de jaren ’60. Geen enkel paneel van de basisauto zal origineel blijven, de bouw zal eind 2019 worden afgerond.
Begin 2019 kreeg Niels van Roij de opdracht om dit tweedeursmodel te ontwerpen en bouwen, op basis van de Britse luxe sport utility vehicle. Het bouwen van Adventum Coupe duurt 6 maanden.
Eind 2020 introduceert Niels van Roij Design de Rolls-Royce Wraith gebaseerde conversie, Silver Spectre Shooting Brake. De auto is genoemd naar het beeld van een schaduw of geest. De studio heeft ook het bouwproces overzien. Deze conversie is gebaseerd op de Britse Grand Tourer-coupé, gebouwd door het meest erkende merk van topluxe-auto’s.
- Library of Congress Control Number: nb2016018723
- Virtual International Authority File: 43147662836760550409
- WorldCat: E39PBJqk68fkjCbY9WBprxCvpP